# Теневая блокировка
Теневая блокировка (также известный как скрытый бан, теневой бан, призрачный бан, скрытие комментариев, ограничительный бан; англ. shadowban, shadow banning, stealth banning, ghost banning, comment ghosting) — скрытая блокировка пользователя, при которой его посты не видит никто, кроме его самого. Такая техника блокировки контента пользователя в онлайн-сообществе, не позволяет пользователю сразу осознать тот факт, что он каким-либо образом ограничен.

## Принцип работы
Механизм действия скрытой блокировки подобен попаданию в чёрную дыру, — пользователь видит контент других пользователей, но сам не может передавать какую-либо информацию из «чёрной дыры». С точки зрения пользователя, к которому применяется данная блокировка, ничего не происходит, «горизонт событий» пересекается незаметно — никаких оповещений о бане, как правило, не приходит. Пользователь имеет иллюзию возможности создавать контент на ресурсе (например, посты на форуме), однако этот контент не будет виден остальным пользователям. То есть сам пользователь видит свои посты, с точки же зрения других пользователей они не существуют. Блокировщик рассчитывает на то, что пользователь решит, что его игнорируют и покинет ресурс.

## Обнаружение и методы противодействия
Регулярно выходить из учётной записи и проверять общедоступность созданного контента. Существует вероятность, что блокировщик будет применять агрессивные методы идентификации пользователя (например: Canvas Fingerprinting, куки, Local Shared Objects, DOM-хранилище, следящие пиксели и пр.) и понадобится сменить IP-адрес, браузер или же использовать другое устройство (например, зайти на ресурс со смартфона). Перед применением блокировки возможны предупреждения о нарушениях правил пользования ресурсом.

## История
Майкл Приор из Fog Creek Software описал скрытую блокировку для форумов ещё в 2006 году, когда описывал, как работает такая блокировка в системе FogBugz, «чтобы решить проблему, как заставить человека уйти или оставить тебя в покое». Так же как и флейм, такая система останавливает и спамеров, которые увидят свои сообщения на месте. The Verge описывает это как «старейший трюк модератора», при этом заметив, что ранние версии vBulletin имели список игнорирования «Tachy goes to Coventry», под которым скрывается смысл британского выражения «отправить в Ковентри» — бойкотировать кого-либо.
В 2012 с обновлением сайта Hacker News была представлена система «hellbanning» для предотвращения спама.
На Крейгслист известны так называемые «привидения», пользовательские индивидуальные объявления или аккаунты, на которые поступило много жалоб. Объявление показывается для пользователя, однако не показывается в списке текущих.
Ранее на Reddit была реализована похожая функция, изначально созданная для спам-аккаунтов, однако впоследствии использованная для всех пользователей. В 2015 в Reddit была добавлена функция «усыпления» аккаунта, которая и является теневой блокировкой на Reddit.
WeChat в 2016 начал блокировать некоторые посты и сообщения без предупреждения.
Около четверти миллиона твитов с 2014 до начала 2015 из Турции были под подобной цензурой целый год. Твиттер также в 2015 блокировал твиты об утечках документов из США. В январе 2018 докладчик компании заявил на Fox News, что «в Твиттере нет аккаунтов, на которых применена теневая блокировка». При этом он указал, что Твиттер «понижает ранг пользователей, ведущих себя оскорбительно», но другие люди всё равно смогут увидеть их твиты, если захотят. На практике это означает, что аккаунты «тайно забаненных» пользователей исключаются из результатов поиска, а их твиты видны только тем, кто целенаправленно заходит в их аккаунт.
Также в 2017 году этот феномен был обнаружен в Инстаграме, где некоторые посты недоступны для людей, которые не следят за хештегом.